# Dobróka
Dobróka (1899-ig Dubróka, szlovákul: Dúbravka) község Szlovákiában, a Kassai kerület Nagymihályi járásában.

## Fekvése
Nagymihálytól 15 km-re délre, a Laborc és az Ondava között fekszik.

## Története
1409-ben említik először.
A 18. század végén Vályi András így ír róla: „DUBRÓKA. Tót falu Zemplén Vármegyében, földes Urai Gróf Smidek, és Vitzmándi Uraságok, lakosai ó hitűek, fekszik a’ Zempléni járásban, határja három nyomásbéli, réttye meglehetős, legelője elegendő, saját erdeje van, mellyböl fája tűzre, és épűletre, alkalmatos malmai, vagyonnyait eladhattya Sz. Mihályon, és Ungváron, itatója helyben, só hordással, és a’ hegy allyai Mező Városokban kapával is kereshet, első Osztálybéli.”
Fényes Elek 1851-ben kiadott geográfiai szótárában így ír a faluról: „Dubróka, Zemplén v. orosz-tót falu, Butka fil. 217 r. kath., 421 g. kath., 22 ref., 17 zsidó lak., 743 h. szántófölddel. F. u. gr. Schmidegg. Ut. p. N. Mihály.”
Borovszky Samu monográfiasorozatának Zemplén vármegyét tárgyaló része szerint: „Dobróka, azelőtt Dubróka, tót kisközség. 122 házból és 622, nagyobbára gör. kath. vallású lakos lakja. Postája Butka, távírója Deregnyő és vasúti állomása Bánócz. Hajdan a butkai vár tartozéka volt. 1411-ben a Buttkay, Ráskai és a Márki családok kapnak rá kir. adománylevelet, 1421-ben pedig Kamonyai Györgyöt és Balázst iktatják egyes részekbe, a mikor Dobrosca néven említtetik. 1460-ban urai közé tartoznak Kenderessy János s 1474-ben Pesthi Bálint is. Az 1598-iki összeírás Buttkay Péteren és László özvegyén kivül Wiczmándy Kristófot, Wiczmándy Miklós özvegyét és Kiss Ambrus özvegyét is említi. 1601-ben Pogány István és Munkácsy János kapnak itt részbirtokokat, 1614-ben pedig Zattai Kata. 1774-ben Szirmay József van említve birtokosaként, később pedig a Szirmayakkal együtt a gróf Schmiddegh, a Wiczmándy és a Péterffy családok. Most herczeg Lobkovitz Rezsőnek van itt nagyobb birtoka. 1831-ben az itt dúló kolerajárvány következtében a falu lakosai fellázadtak. A falu gör. kath. templomának építési ideje ismeretlen. Ide tartozik Komanya-puszta is.”
1920-ig Zemplén vármegye Nagymihályi járásához tartozott.

## Népessége
| Év:            | 1994. | 2004.   | 2014.   | 2024.   |
| -------------- | ----- | ------- | ------- | ------- |
| Emberek száma: | 703   | 661     | 693     | 663     |
| Eltérés:       |       | -5,97 % | +4,84 % | -4,32 % |

| Év:            | 2023. | 2024.   |
| -------------- | ----- | ------- |
| Emberek száma: | 659   | 663     |
| Eltérés:       |       | +0,60 % |

1910-ben 722-en, többségében szlovák anyanyelvűek lakták, jelentős magyar kisebbséggel.
2001-ben 670 lakosából 653 szlovák volt.
2011-ben 683 lakosából 669 szlovák volt..

## Nevezetességei
- Görögkatolikus temploma 1927-ben készült.
- Római katolikus temploma 1993-ban épült.